# Cratere Cerulli
Cerulli è un cratere da impatto sulla superficie di Marte.
È intitolato all'astronomo italiano Vincenzo Cerulli.